# سوزان هولمز

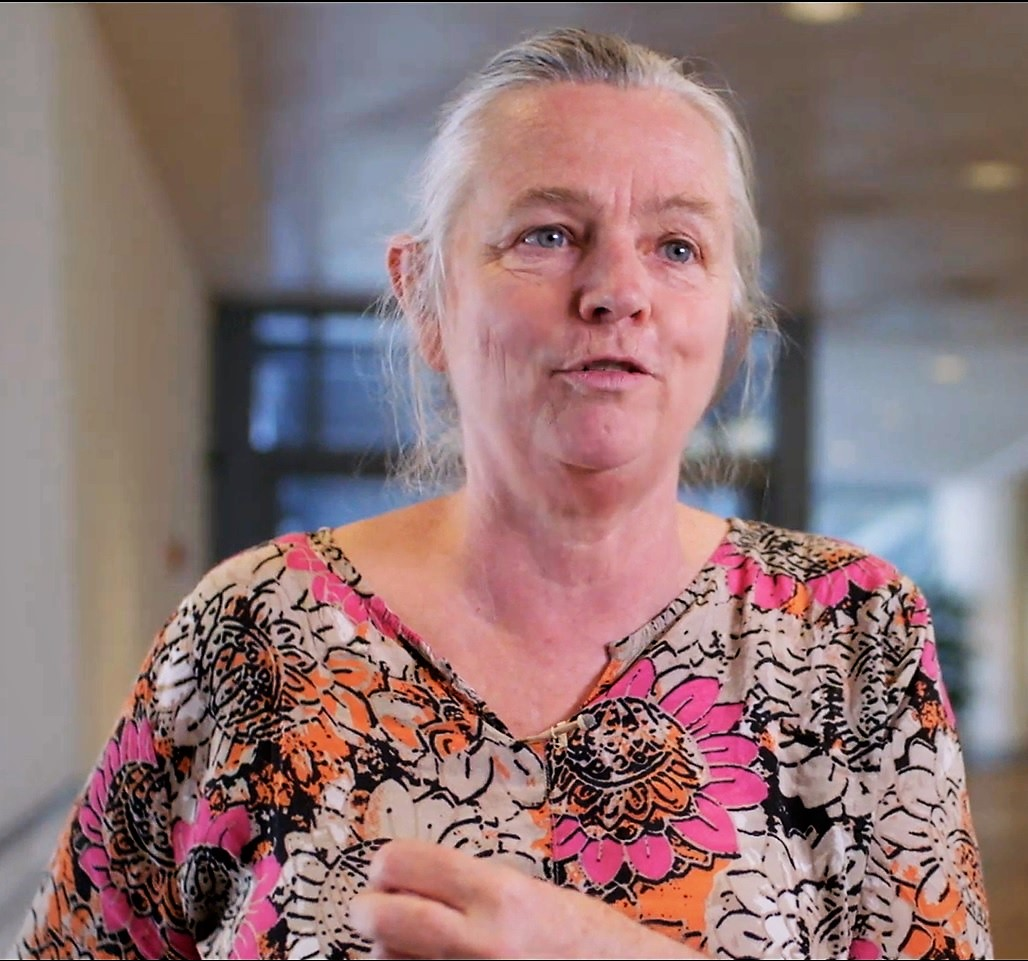
سوزان هلمز دانشمند علوم زیستی

سوزان هولمز (انگلیسی: Susan P. Holmes؛ زادهٔ) دانشمند در زمینه آمار زیستی است. وی استاد مؤسسه فناوری ماساچوست بود.